# Neuhaus (Autriche)
Pour les articles homonymes, voir Neuhaus.
Neuhaus est une commune autrichienne du district de Völkermarkt en Carinthie.